# عزلة بني عياش (ذمار)

تعديل مصدري - تعديل

عزلة بني عياش هي إحدى عزل مديرية وصاب السافل في محافظة ذمار اليمنية ويبلغ تعداد سكانها 3959 نسمة حسب التعداد السكاني في اليمن لعام 2004.